# جيراردو مونكادا (دراج)
جيراردو مونكادا (بالإنجليزية: Gerardo Moncada)‏ هو دراج كولومبي سابق.

## روابط خارجية
- جيراردو مونكادا على موقع أرشيف الدراجات (الإنجليزية)
- جيراردو مونكادا على موقع إحصائيات الدراجات الإحترافية (الإنجليزية)